# Quick Lane Bowl 2018
Match précédent Match suivant
Le Quick Lane Bowl 2018 est un match de football américain de niveau universitaire joué après la saison régulière de 2018, le 26 décembre 2018 au Ford Field de Détroit dans l'État du Michigan aux États-Unis.
Il s'agit de la 5e édition du Quick Lane Bowl.
Le match met en présence l’équipe des Golden Gophers du Minnesota issue de la Conférence Big Ten et l’équipe des Yellow Jackets de Georgia Tech issue de la Atlantic Coast Conference.
Il débute vers 17 h 15, heure locale et est retransmis à la télévision par ESPN.
Les Golden Gophers du Minnesota remportent le match sur le score de 34 à 10.

## Présentation du match
| Équipes                                                                                                   | Conférences | Entraîneurs       | Stats. saison rég. | Classements avant le bowl CFP-AP-Coaches |
| --- | ----------- | ----------------- | ------------------ | ---------------------------------------- |
| Golden Gophers du Minnesota                                                                               | Big Ten     | P. J. Fleck (en)  | 6 - 6              | NC                                       |
| Yellow Jackets de Georgia Tech                                                                            | ACC         | Paul Jonhson (en) | 7 - 5              | NC                                       |
| Arbitre : Scott Campbell (Big XII) Équipe donnée favorite par les bookmakers : Georgia Tech par 4 points. |             |                   |                    |                                          |

Il s'agit de la première rencontre entre ces deux équipes.

### Golden Gophers du Minnesota
Avec un bilan global en saison régulière de 6 victoires et 6 défaites (3-6 en matchs de conférence), Minnesota est éligible et accepte, le 2 décembre, l'invitation pour participer au Quick Lane Bowl de 2018.
Ils terminent avant-derniers (6e) de la West Division de la Conférence Big Ten derrière Northwestern, Wisconsin, Purdue, Iowa et Nebraska.
À l'issue de la saison 2018 (bowl non compris), ils n'apparaissent pas dans les classements CFP, AP et Coaches.
Il s'agit de leur 2e participation au Quick Lane Bowl :
| Date             | Saison | Adversaire       | Score   | Résultat  |
| ---------------- | ------ | ---------------- | ------- | --------- |
| 28 décembre 2015 | 2015   | Central Michigan | 14 - 21 | V , 1 - 0 |

| Poste       | Joueur          | Statistiques                                                   |
| ----------- | --------------- | -------------------------------------------------------------- |
| Quarterback | Zack Annexstad  | 97/187 passes réussies pour 1277 yards, 9 TDs, 7 interceptions |
| Coureur     | Mohamed Ibrahim | 171 courses pour 936 yards nets gagnés et 7 TDs                |
| Receveur    | Tyler Johnson   | 74 réceptions pour 1112 yards et 10 TDs                        |

### Yellow Jackets de Georgia Tech
Avec un bilan global en saison régulière de 7 victoires et 5 défaites (5-3 en matchs de conférence), Georgia Tech est éligible et accepte l'invitation pour participer au Quick Lane Bowl de 2018.
Ils terminent 2e de la Coastal Division de l'Atlantic Coast Conference derrière Pittsburgh.
À l'issue de la saison 2018 (bowl non compris), ils n'apparaissent pas dans les classements CFP, AP et Coaches.
Il s'agit de leur première apparition au Quick Lane Bowl.
| Poste       | Joueur          | Statistiques                                                  |
| ----------- | --------------- | ------------------------------------------------------------- |
| Quarterback | TaQuon Marshall | 44/100 passes réussies pour 824 yards, 5 TDs, 4 interceptions |
| Coureur     | TaQuon Marshall | 194 courses pour 896 yards nets gagnés et 11 TDs              |
| Receveur    | Brad Stewart    | 15 réceptions pour 268 yards et 3 TDs                         |

## Résumé du match
Résumé et photo sur la page du site francophone The Blue Pennant.
Début du match à 17 h 20, fin à 20 h 19  pour une durée totale de jeu de 2  h 59 min.
Températures de 20 °C, joué en indoors.
| QT          | Temps       | Drive       | Drive       | Drive       | Équipe      | Description de l'action | Score | Score |
| QT          | Temps       | Jeux        | Yards       | TDP         | Équipe      | Description de l'action | MIN   | GT    |
| ----------- | ----------- | ----------- | ----------- | ----------- | ----------- | --- | ----- | ----- |
| 1           | 06:42       | 10          | 62          | 05:18       | MIN         | FG de 31 yards par K. Emmit Carpenter | 3     | 0     |
| 1           | 04:14       | 7           | 48          | 03:11       | MIN         | TD de 18 yards par WR Annexstad, Zack à la suite d'une réception de passe de QB Morgan, Tanner + 1 point de conversion par K. Carpenter,Emmit | 10    | 0     |
| 2           | 11:57       | 9           | 26          | 05:14       | MIN         | FG de 27 yards par K. Emmit Carpenter | 13    | 0     |
| 2           | 00:00       | 4           | 37          | 00:18       | GT          | FG de 44 yards par K. Wesley Wells | 13    | 3     |
| 3           | 08:24       | 5           | 60          | 02:50       | MIN         | TD à la suite d'une course de 3 yards par RB Mohamed Ibrahim + 1 point de conversion par K. Emmit Carpenter                                   | 20    | 3     |
| 3           | 00:55       | 14          | 75          | 07:23       | GT          | TD à la suite d'une course de 20 yards par Nathan Cottrell + 1 point de conversion par K. Wesley Wells                                        | 20    | 10    |
| 4           | 12:07       | 7           | 75          | 03:48       | MIN         | TD à la suite d'une course de 1 yard par RB Mohamed Ibrahim + 1 point de conversion par K. Emmit Carpenter                                    | 27    | 10    |
| 4           | 06:19       | 6           | 73          | 03:30       | MIN         | TD de 30 yards par Tyler Johnson à la suite d'une réception de passe de QB Tanner Morgan + 1 point de conversion par K. Emmit Carpenter       | 34    | 10    |
| Score final | Score final | Score final | Score final | Score final | Score final | Score final | 34    | 10    |

## Statistiques
| Nom             | Équipe    | Poste |
| --------------- | --------- | ----- |
| Mohamed Ibrahim | Minnesota | RB    |

| Statistiques                           | MIN                                                 | GT                                                    |
| -------------------------------------- | --------------------------------------------------- | ----------------------------------------------------- |
| 1er down                               | 19                                                  | 14                                                    |
| 1er down à la course                   | 13                                                  | 11                                                    |
| 1er down à la passe                    | 5                                                   | 2                                                     |
| 1er down suite pénalité                | 1                                                   | 1                                                     |
| Conversion de 3e down                  | 7/10                                                | 4/14                                                  |
| Conversion de 4e down                  | 0/0                                                 | 4/6                                                   |
| Jeux–yards                             | 56 jeux pour 392 yards                              | 56 jeux pour 283 yards                                |
| Yards à la course                      | 43 courses pour 260 yards moyenne de 6 yards/course | 44 courses pour 206 yards moyenne de 4,7 yards/course |
| Yards à la passe                       | 132                                                 | 77                                                    |
| Passes : Réussies-Tentées-Interceptées | 7/13 passes complétées, 0 interception              | 5:12 passes complétées, 0 interception                |
| Réussite en zone rouge/chances         | 5/5                                                 | 1/2                                                   |
| TD                                     | 4                                                   | 1                                                     |
| Field Goals                            | 2                                                   | 1                                                     |
| Sacks (Nombre-Yards)                   | 1 pour 5 yards adverses perdus                      | 1 pour 6 yards adverses perdus                        |
| Fumbles (Nombre/Perdus)                | 0/0                                                 | 1/1                                                   |
| Pénalités (Nombre/Yards perdus)        | 4 pour 30 yards perdus                              | 3 pour 30 yards perdus                                |
| Temps de possession                    | 30:43                                               | 29:17                                                 |

| Quarterbacks        | Quarterbacks     | Quarterbacks                                                               |
| ------------------- | ---------------- | -------------------------------------------------------------------------- |
| MIN                 | Morgan, Tanner   | 7/13 passes complétées, 132 yards, 0 interception, 2 TDs, sack subi        |
| GT                  | TaQuon, Marshall | 4/9 passes complétées, 76 yards, 0 interception, TD, sack subi             |
| Meilleurs coureurs  |                  |                                                                            |
| MIN                 | Mohamed Ibrahim  | x courses pour x yards nets gagnés, x TD, moyenne de x yards/course        |
| GT                  | TaQuon Marshall  | x courses pour x yards nets gagnés, x TD, moyenne de x yards/course        |
| Meilleurs receveurs |                  |                                                                            |
| MIN                 | Tyler Johnson    | 4 réceptions pour 57 yards gagnés, 2 TDs                                   |
| GT                  | Qua Searcy       | 1 réceptions pour 51 yards gagnés, 0 TD                                    |
| Meilleurs tacklers  |                  |                                                                            |
| MIN                 | Huff, Julian     | 9 tacles dont 9 en solo, 1 sack (5 yards adverses perdus), 1 TFL (5 yards) |
| GT                  | Malik Rivera     | 7 tacles dont 6 en solo                                                    |